# Σ→σ*-перехід
σ→σ*-перехід (англ. σ→σ*- electronic transition) — електронний перехід, який можна наближено описати як перехід електрона зі зв'язуючої σ-орбіталі на антизв'язуючу σ*-орбіталь. Такий перехід характеризується звичайно високою енергією переходу і є близьким до переходу Рідберга або змішується з ним.